# Dubioza Kolektiv
Dubioza Kolektiv является одной из наиболее популярных музыкальных групп Боснии и Герцеговины. Музыка группы состоит из различных стилей, начиная от регги и даба, заканчивая роком, смешанным с политической лирикой.

## История группы
Dubioza Kolektiv был образован в 2003 году Брано Якубовичем, Ведраном Муягичем, Альмиром Хасанбеговичем и Адисом Звекичем в результате слияния двух музыкальных групп, Ornament и Gluhog doba из Сараево и Зеницы. В начальный состав Dubioza Kolektiv  входила также певица Adisa Zvekić, покинувшая группу ради сольной карьеры. С момента основания коллектива их выступления были многоязычными (боснийский и английский).
Вокалист Адис Звекич вспоминает, что он впервые создал группу, которая была предвестником Dubioza в 1993 году, когда ему было 13 лет. Из-за Боснийской войны город был обесточен, поэтому группа обычно встречалась по вечерам и джемовала в темноте. Все участники группы причисляют себя к движению рабочего класса, поскольку они были детьми рабочих и крестьян.
Группа рассматривала возможность представить Боснию на конкурсе песни Евровидение, но в конечном итоге отказалась от этой идеи, поскольку им пришлось бы подписать контракт, обязывающий их воздерживаться от каких-либо политических заявлений. Вместо этого они записали и выпустили очень критическую и политическую песню - “Euro Song”.
Dubioza Kolektiv описывают себя как «группу без определённого жанра». Отличительно эклектичный музыкальный стиль коллектива был сформирован различными и разнообразными музыкальными влияниями и бэкграундом его участников. Группа никогда не пыталась определить жанр, предпочитая вместо этого сосредоточиться на идеях, которые они хотят донести до аудитории. Однако музыкальные критики слышат в Dubioza Kolektiv слабодольный ска и панк, с сильным влиянием балканской духовой и традиционной музыки.
Песни группы часто поднимают в себе как серьезные лирические темы, содержат откровенную сатиру и резкие шутки. Вместе с этим беззаботная мелодия и простой народный танцевальный ритм вовлекает в музыку Dubioza Kolektiv всё больше новых слушателей. Как правильно описал коллектив его клавишник Брано Якубович: «[Наши песни] доказывают, что люди могут танцевать и думать одновременно».
Содержание многих песен Dubioza адресовано и особенно относится к более широкому балканскому региону, чем их родная Босния, затрагивая их коллективное сознание. В песнях отражается боль от характерных для таких стран повсеместной коррупции, результатов неудачной приватизации и сложности жизни простого человека. 
Dubioza Kolektiv последовательно использует социально и политически сознательные тексты, высказываясь о несправедливости, и пытаясь повысить общественно-политическую осведомленность региона и мира от том, что происходит на Балканах. Участники группы считают, что артисты обязаны использовать все доступные ресурсы для продвижения позитивных идей и ценностей.
В 2013 году были хедлайнерами фестиваля Demofest.

## Дискография
Студийные альбомы
- Dubioza Kolektiv — 2004
- Dubnamite — 2006
- Firma Ilegal — 2008
- 5 do 12 — 2010
- Wild Wild East — 2011
- Apsurdistan — 2013
- Happy Machine — 2016
- Pjesmice za Djecu i Odrasle — 2017
- #fakenews — 2020
- Agrikultura –– 2022

Концертные альбомы
- Open Wide (EP) (2004)